# 파고베이아노
파고베이아노(이탈리아어: Pago Veiano)는 이탈리아 캄파니아주 베네벤토도의 코무네다. 나폴리로부터 북동쪽 70km 베네벤토 북동쪽 15km 거리에 있다.